# Rudolf von Khevenhüller-Metsch
Rudolf Ladislaus Johannes Joseph Maria Alois Graf von Khevenhüller-Metsch (* 18. Juni 1844 in Ladendorf; † 20. Oktober 1910 in Paris) war ein röm.-kath., österreichisch-ungarischer Diplomat.

## Leben
Er war ein Sohn von Richard Maria Johann Basil Fürst von Khevenhüller-Metsch (1813–1877) und der Antonia Maria geborene Gräfin Lichnowsky (1818–1870), Tochter von Fürst Eduard Lichnowsky.
Rudolf Khevenhüller-Metsch legte 1860 die Matura am Schottengymnasium in Wien ab.
1861 bis 1865 ging er dem Studium der Rechtswissenschaft an der Universität Wien nach. Unterbrochen wurde dieses 1866 durch Ausbruch des Österreichisch-Preußischen Krieges, was ihn veranlasste sich zum Militär zu melden. Am 16. Mai 1866 erhielt er die Ernennung zum Unterleutnant, am 5. Juni die zum Unterleutnant I. Klasse. In der Schlacht bei Königsgrätz erhielt er am 3. Juli seine Feuertaufe. Nach der bald erfolgenden Deaktivierung, wurde er 1871 zum Oberleutnant befördert. 1874 erfolgte seine Versetzung in den Reservestand und 1880 die Ernennung zum Rittmeister I. Klasse. 1889 schied er endgültig aus dem Heeresverband aus.
Auf Grund sehr guter Studienergebnisse hat man Khevenhüller-Metsch vorfristig zur Diplomatenprüfung zugelassen, die er Anfang Juni 1867 ablegte. Schon am 16. Juni wurde er zum unbesoldeten Gesandtschaftsattaché berufen und am 21. August an den königlich italienischen Hof in Florenz delegiert.
Am 19. November 1868 erhielt er die Berufung als Honorarlegationssekretär an die Botschaft in Paris. Während der Belagerung des von der Commune beherrschten Paris, im Rahmen des Deutsch-Französischen Krieges 1870/71, hielt Khevenhüller-Metsch mutig allein die nötigste Kanzleitätigkeit aufrecht. Am 15. Dezember 1872 erfolgte seine Ernennung zum Legationssekretär. Mit der Genehmigung vom 7. Juli 1874 wurde seiner unbefristeten Beurlaubung zugestimmt.
Ab 12. Dezember 1876 erfolgte Khevenhüller-Metschs Wiedereinsatz als Legationssekretär an der Gesandtschaft in Brüssel. Am 23. Dezember 1878 wurde er an den Hof nach St. Petersburg versetzt, wozu man ihn vier Tage darauf zum Honorarlegationsrat ernannte.
Zum Legationsrat II. Kategorie befördert, bekam er gleichzeitig am 27. Juni 1879 die Berufung zum diplomatischen Agenten und Generalkonsul I. Klasse nach Sofia, der Hauptstadt des neu begründeten Fürstentums Bulgarien, das offiziell ein Vasallenstaat der Türkei war, jedoch weitgehend von Russland beherrscht wurde. Seine Kompetenzen überschreitend mischte Khevenhüller-Metsch sich hier in die Politik ein, was Ende 1880 zum Sturz des Ministerpräsidenten Dragan Zankow führte. Auch beriet er Fürst Alexander I. aus dem Hause Battenberg, gegen dessen Gegner vorzugehen. Wohl als Konsequenz hat man ihn am 4. Februar 1881 zur Dienstleistung (Vorbereitung der Handelsvertragskonferenz) ins Außenministerium nach Wien berufen.
Da dort sein Vorgehen in Sofia intern Zustimmung gefunden hatte, erfolgte am 24. Oktober 1881 die Beförderung und Berufung von Khevenhüller-Metsch als Legationsrat I. Kategorie, mit dem Titel eines Gesandten und bevollmächtigten Ministers nach Belgrad. Am 1. Juni 1884 ehrte man ihn mit der Berufung zum außerordentlichen Gesandten und bevollmächtigten Minister.
1885 wurde durch einen Aufstand im türkischen Ostrumelien, das die Vereinigung mit Bulgarien anstrebte, eine Krise ausgelöst. Um dessen Vorherrschaft auf dem Balkan zu verhindern, unterstützte Österreich-Ungarn insgeheim König Milan I. von Serbien, militärisch gegen Fürst Alexander I. vorzugehen, dessen Land man mehr oder weniger als Vasallen Russlands betrachtete. Als Bulgarien unerwartet militärisch stark Serbiens Angriff zurückschlug, wurde Khevenhüller-Metsch beauftragt Bulgarien schnellstmöglich zu einem Waffenstillstand zu veranlassen. Dabei überschritt er seine Kompetenz und drohte mit einem militärischen Eingreifen Österreich-Ungarns. Seine ausgesprochene, im Wortlaut von Alexander I. veröffentlichte, Drohung löste in Russland große Empörung aus, was das Ende des Drei-Kaiser-Bundes einleitete. Zur Beruhigung des Zaren wurde Khevenhüller-Metsch am 28. November 1886 zur Rechtfertigung nach Wien beordert und in die Disponibilität versetzt.
Sein Wiedereinsatz erfolgte am 2. November 1888 mit der Berufung als außerordentlicher Gesandter und bevollmächtigter Minister an den königlichen Hof nach Brüssel. Hier nahm er 1890 an der Antisklavereikonferenz teil. Eine Versetzung von Khevenhüller-Metsch im gleichen Jahr an den Heiligen Stuhl nach Rom scheiterte, da dieser das Agrément verweigerte.
Am 25. Dezember 1894 erhielt er den Titel eines Geheimen Rates verliehen.
Die Abberufung von Khevenhüller-Metsch von Brüssel erfolgte am 9. November 1901, wie auch die Übernahme in die Disponibilität unter gleichzeitiger, anerkennender Verleihung des Titels und Charakters eines außerordentlichen und bevollmächtigten Botschafters. Offensichtlich verblieb er jedoch vorerst in Brüssel und nahm dort am 5. März 1902 am Abschluss der Zuckerkonvention teil.
Am 10. Dezember 1903 erfolgte ein neuer Einsatz von Khevenhüller-Metsch mit dem verliehenen Charakter bei der republikanischen Regierung in Paris. Hier schuf er sich Anerkennung als Vermittler in einem Konflikt zwischen der französischen Republik und dem Heiligen Stuhl im Februar 1907.
Graf Khevenhüller-Metsch wurde am 29. Januar 1902 auf Lebenszeit Mitglied des Österreichischen Herrenhauses des Reichsrates, wo er fraktionslos blieb.
Verheiratet war er seit 1868 mit Prinzessin Alexandrine zu Windisch-Graetz (1850–1933). Aus der Ehe entstammte die Tochter Clara Maria Antonia, später verheiratete de Rohan (1869–1955).

## Bücher
Rudolf Graf v. Khevenhüller-Metsch / Hans Schlitter (Hg.): Khevenhüller-Metsch. Aus der Zeit Maria Theresias. Tagebuch des Fürsten Johann Joseph Khevenhüller-Metsch, Kaiserlicher Obersthofmeister 1742–1776. 7 Bd. Wien 1907–1925, 8. Bd. 1972.

## Auszeichnungen (Auswahl)
- 1871: Ritter des Ordens der Eisernen Krone III. Klasse.
- 1898: Ritter des Ordens der Eisernen Krone, I. Klasse.
- 1906: Großkreuz des Leopoldordens
- 1908: Ernennung zum Ritter des Ordens vom Goldenen Vlies (Nr. 1156).